# Marleen Valien
Marleen Valien (* 1995 in Berlin) ist eine deutsche Drehbuchautorin und Regisseurin von Kurzfilmen.

## Leben
Marleen Valien studierte zunächst an der Universität der Künste Berlin Gesellschafts- und Wirtschaftskommunikation auf Bachelor, bevor sie zum Regie-Studium an die Filmakademie Baden-Württemberg in Ludwigsburg wechselte.
Ihr erster Kurzfilm Hot Dog, bei dem sie gemeinsam mit Alma Buddecke Regie führte und das Drehbuch schrieb, die ebenfalls an der Filmakademie Baden-Württemberg studierte, lief auf zahlreichen nationalen und internationalen Filmfestivals, unter anderem auf dem Filmfestival Max Ophüls Preis, dem Sundance Film Festival, dem Clermont-Ferrand International Short Film Festival und beim Seattle International Film Festival. Ein kleiner Schnitt mit Konrad Singer, Josephine Thiesen und Louis Hofmann, ein Kurzfilm, bei dem Valien lediglich Regie führte, feierte im Oktober 2020 bei den Hofer Filmtagen seine Premiere und wurde im Januar 2021 beim Filmfestival Max Ophüls Preis vorgestellt. Ihr 17-minütiger, bislang letzter Kurzfilm Nicht die 80er, mit Merlin Rose und Deniz Orta in den Hauptrollen, feierte im Januar 2022 beim Filmfestival Max Ophüls Preis seine Premiere und wurde hiernach unter anderem beim Filmfest Dresden und beim Tribeca Film Festival gezeigt.

## Filmografie
- 2019: Hot Dog (Kurzfilm, Regie und Drehbuch)
- 2020: Ein kleiner Schnitt (Kurzfilm, Regie)
- 2022: Nicht die 80er (Kurzfilm, Regie und Drehbuch)

## Auszeichnungen
Atlanta International Film Festival
- 2019: Nominierung als Bester Kurzfilm für den Grand Jury Award (Hot Dog)[5]

Bundesfestival junger Film
- 2021: Auszeichnung mit dem Preis für eine besondere Regieleistung (Ein kleiner Schnitt)

Festival du Court-Métrage de Clermont-Ferrand
- 2020: Nominierung für den Grand Prix im internationalen Wettbewerb (Hot Dog)

Filmfest Dresden
- 2022: Auszeichnung mit dem Publikumspreis im Nationalen Wettbewerb (Nicht die 80er)[3]

First Steps
- 2022: Auszeichnung in der Kategorie Werbefilm (Made for Hoomans)[6]

Kinofest Lünen
- 2021: Nominierung im Kurzfilmwettbewerb (Ein kleiner Schnitt)[7]

Sundance Film Festival
- 2019: Nominierung für den Short Film Grand Jury Prize (Hot Dog)